# Monty Python Live (Mostly)
Monty Python Live (Mostly) (även: Monty Python Live (Mostly): One Down, Five to Go) var en scenföreställning med humorgruppen Monty Python på The O2 i London i juli 2014. Gruppen framförde där många av sina mest kända sketcher, flera i ny tappning och konstellationer. 
Föreställningen var först planerad som en singelföreställning den 1 juli, men utvidgades till 10 föreställningar på grund av den stora efterfrågan på biljetter. Det var gruppens första liveframträdande tillsammans på 16 år, den andra utan medlemmen Graham Chapman (som dog 1989) och den sista med Terry Jones, före hans död 2020.
Den sista föreställningen sändes ut live till biografer runt om i världen den 20 juli. Innan detta sade Eric Idle, ”Det är en världshändelse och det är verkligen ganska spännande. Det innebär att vi faktiskt kommer säga adjö offentligt i en show. Ingen har någonsin haft chansen att göra det. The Beatles fick inte ett sista god natt.”

## Medverkande

### Pythons
- John Cleese
- Terry Gilliam
- Eric Idle
- Terry Jones
- Michael Palin

med
- Graham Chapman (arkivfoto)

### Övriga medverkande
- Carol Cleveland
- Samuel Holmes

### Specialgäster
- I 'Blackmail'-sketchen: Stephen Fry, Lee Mack, Bill Bailey, Noel Fielding, Matt Lucas, Warwick Davis, Simon Pegg, David Walliams, Eddie Izzard & Mike Myers

- Cameos (förinspelade): Professor Brian Cox & professor Stephen Hawking

## Sketcher och musiknummer
Enligt Dominic Cavendish på The Telegraph

### Akt ett
- Overture
- 'One Down, Five to Go'/RETARDIS animation
- Llamas
- Opening Sequence
- Four Yorkshiremen
- Flying Mouth (animation)
- The Fish-Slapping Dance (video)
- World War Fish (animation)
- "Penis Song (Not the Noël Coward Song)"
- The Naval Medley/Ypres 1914
- Colonel Stopping It (video)
- Batley Townswomen's Guild Presents the Battle of Pearl Harbour (video)
- David's Fig Leaf (animation)
- Why Michelangelo Didn't Paint The Last Supper
- "Every Sperm Is Sacred"
- Protestant Couple
- God Complaining About the Show (omdubbade klipp från Monty Pythons galna värld)
- Silly Olympics (video från första avsnittet av Monty Python's Fliegender Zirkus)
- Vocational Guidance Counsellor
- "The Lumberjack Song"
- Charles Atlas-Dynamic Tension (animation)
- The Philosophers' Football Match, första halvan (video från andra Monty Python's Fliegender Zirkus-avsnittet)
- Bruces (sketch)
- "Bruces' Philosophers Song"
- The Philosophers' Football Match, andra halvan (video)
- Crunchy Frog
- Blood, Devastation, Death, War And Horror
- "I Like Chinese"

### Akt två
- Entr'acte
- Spam Lake (dansnummer)
- "Sit on My Face"
- The Death of Mary, Queen of Scots
- Penguin on the Television
- Gumby Flower Arranging
- Camp Judges
- Full Frontal Nudity (animation)
- Albatross
- Nudge Nudge
- Nudge Rap/Blackmail (dansnummer)
- Blackmail
- Miss Anne Elk
- Conrad Poohs and his Dancing Teeth (animation)
- Spanish Inquisition
- "Galaxy Song"
- Brian Cox and Stephen Hawking°
- Venus / Portrait People Dancing (animation)
- The Silly Walk Song (dansnummer)
- Argument Clinic
- "I've Got Two Legs"
- Captions
- Spam / Finland
- Pet Shop / Cheese Shop / Come Back to My Place
- The Exploding Version of the Blue Danube (video)
- The Lady Eating Pram / Musical Statues (animation)
- "Christmas in Heaven"
- Encore: "Always Look on the Bright Side of Life"

°Släpptes senare som singel av Stephen Hawking